# Favara (Sicília)
Favara (sicilià Favara) és un municipi italià, situat a la regió de Sicília i a la província d'Agrigent. L'any 2008 tenia 33.651 habitants. Limita amb els municipis d'Agrigent, Aragona, Castrofilippo, Comitini, Grotte, Naro i Racalmuto.

## Alcaldes de Favara
- Salvatore Puma (1988-1990)
- Gaetano Priolo (1990)
- Giovanni Crapanzano (1990-1991)
- Angelo La Russa (1991-1992)
- Filippo Lentini (1992)
- Stefano Urso (1992)
- Calogero Fanara (1992-1993)
- Francesco Lala (comissari regional, 1993)
- Gaetano Sanfilippo (1993-1994)
- Giovanni Battista Leone (comissari regional, 1994)
- Lorenzo Airò (1994-1997)
- Carmelo Vetro (1997-2002)
- Lorenzo Airò (2002-2007)
- Domenico Russello (2007-)

## Agermanaments
- Andújar